# Tribunal de Justiça de Pernambuco
O Tribunal de Justiça do Estado de Pernambuco é um órgão do Poder Judiciário de Pernambuco, com sede na cidade do Recife e jurisdição em todo o território estadual.
É constituído por 52 (cinquenta e dois) desembargadores.

## História
O Tribunal de Justiça de Pernambuco foi criado pelo alvará de 6 de fevereiro de 1821, de Dom João VI, então Rei do Brasil — Reino Unido ao de Portugal —, recebendo na ocasião o nome de Tribunal da Relação de Pernambuco. Sua instalação ocorreu no dia 13 de agosto de 1822, no imóvel do antigo Erário Régio, com algumas salas adaptadas às pressas e com móveis ainda improvisados.

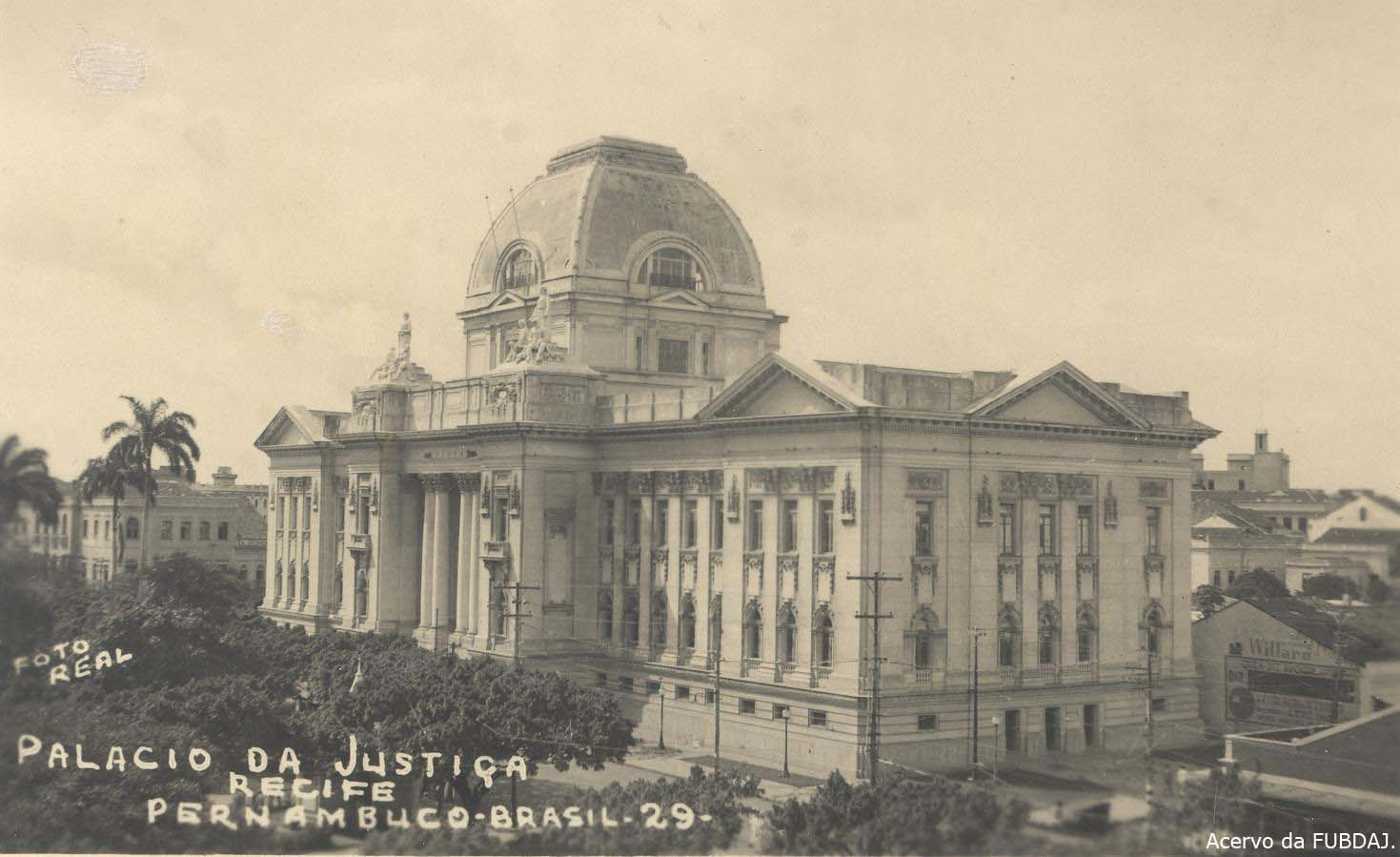
Palácio da Justiça em foto de 1929.

Nos anos seguintes foram registradas constantes mudanças de sua sede, passando a funcionar no Consistório do Espírito Santo, na Cadeia Velha, na Faculdade de Direito do Recife e no Liceu de Artes, até a sua transferência definitiva para o prédio do Palácio da Justiça, onde permanece até os dias atuais.
Este prédio teve a pedra fundamental lançada solenemente no dia 2 de julho de 1924, pelo governador do Estado e juiz federal, Sérgio Loreto, dentro das comemorações do primeiro centenário da Confederação do Equador, ressaltando ele na ocasião a importância do momento por estar "poupando a Pernambuco a vergonha de ter instalado os serviços de seu Fórum num pardieiro indescritível".
Para a obra do novo prédio foi escolhido o projeto de autoria do arquiteto italiano Giacomo Palumbo, formado pela Escola de Belas Artes de Paris, em colaboração com Evaristo de Sá.
A construção foi iniciada, mas o governador Sérgio Loreto, ao terminar o seu governo deixou a obra ainda no pavimento térreo, área denominada de Porão.

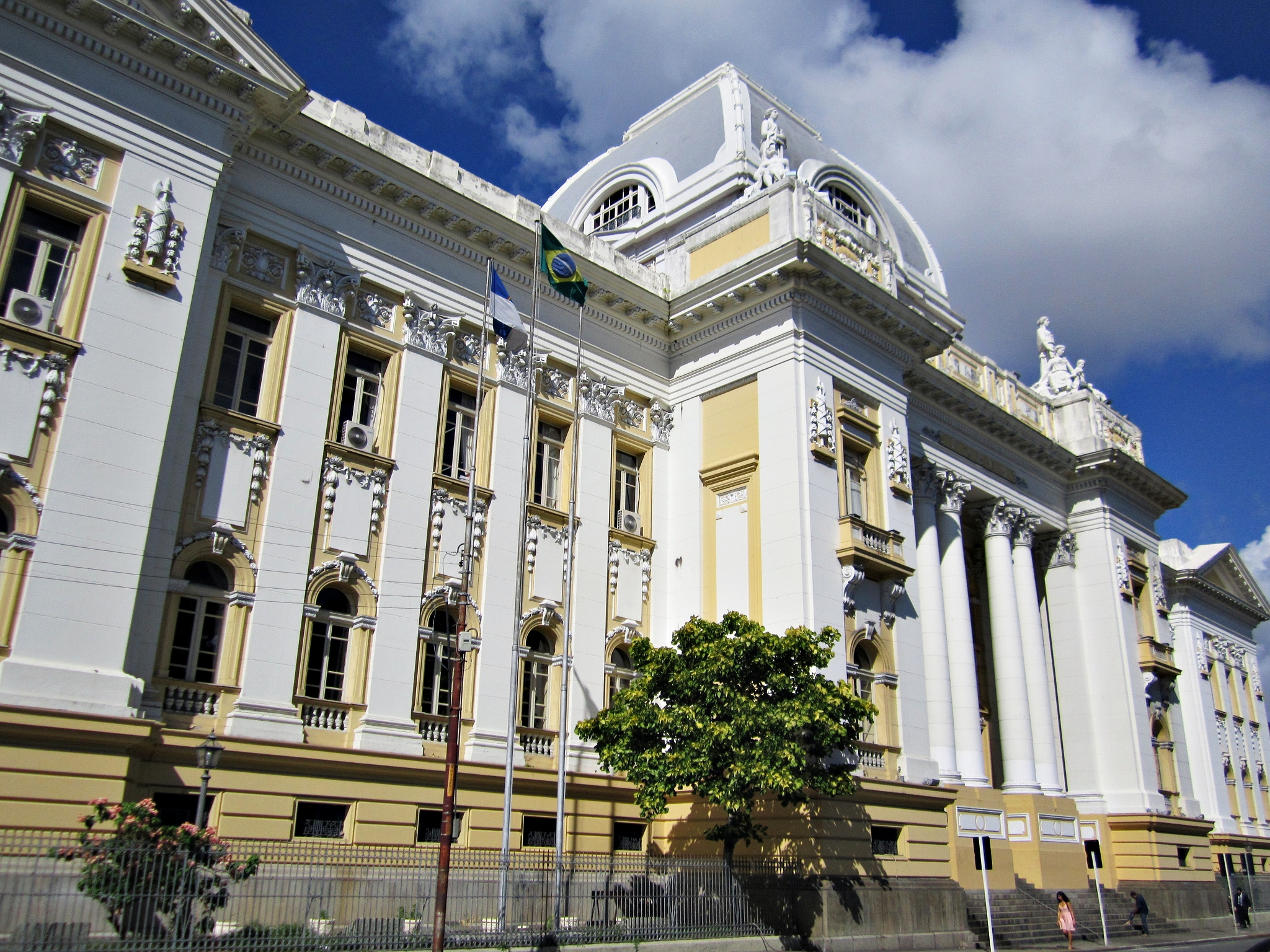
Fachada do palácio.

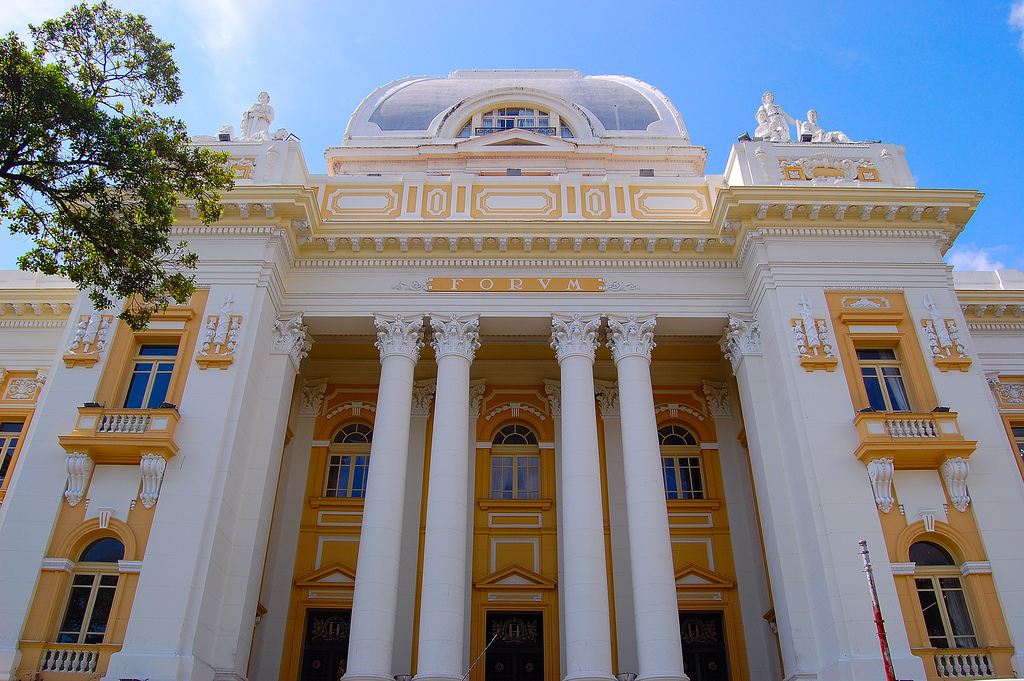
Detalhes da fachada.

Em 1926, o trabalho foi paralisado, somente sendo retomado dois anos depois no governo de Estácio Coimbra, com conclusão em 7 de setembro de 1930, quando estava à frente do Tribunal o desembargador Belarmino César Gondim.
O local escolhido para abrigar o Palácio da Justiça, no centro do Recife, está intimamente ligado à história do Estado. A área onde foi construído pertenceu ao Palácio Vriburgh (ou Friburgh, que também pode ser grafado Vryburg e que significa "Alcançar a Liberdade"), ou seja, era o Palácio dos Despachos de Maurício de Nassau, o Palácio das Torres, na ilha de Antônio Vaz, nas imediações do Forte Ernesto. Com a expulsão dos holandeses em 1654 foi também desativado o Forte Ernesto e restabelecido o Convento de Santo Antônio. Em 1770, a mando do Governador Manoel da Cunha Menezes, demolido o Palácio das Torres, foi construído em seu lugar o prédio do Erário Régio, aproveitando parte do material da demolição. Em 1840, com a demolição do prédio do Erário, o Presidente da Província, Francisco do Rego Barros, um dos grandes construtores do Recife, mandou edificar o Palácio do Governo, como também o Teatro Santa Isabel, este iniciado em 1º de abril de 1841 e inaugurado em 18 de maio de 1850.
Para completar o quadro paisagístico, emoldurando a Praça da República, construiu-se o Palácio da Justiça. Nele se acha manifestado o talento artístico de vários e dedicados homens, entre eles o alemão Heinrich Moser, criador dos vitrais e o quadro alegórico à Justiça que embelezam o Palácio da Justiça.
Em 2008 ocorreu o julgamento que é considerado o maior da história do tribunal, o dos autores do assassinato do trabalhador rural Luís Carlos da Silva, ocorrido em 1988, durante uma manifestação grevista pacífica, no município de Goiana. No entanto, em 2017, os condenados ainda não haviam sido presos, mesmo a sentença de uma parte deles já tendo transitado em julgado. Em dezembro do mesmo ano, o tribunal esteve no centro de uma nova polêmica, o lançamento do livro  A discriminação do gênero-homem no Brasil face à Lei Maria da Penha, de autoria do juiz criminalista Gilvan Macêdo dos Santos. No mesmo mês foi divulgado que o tribunal conseguiu a realização de 371 júris.

## Composição
Por ordem de antiguidade
O Tribunal de Justiça do Estado de Pernambuco (TJPE) é o órgão do Poder Judiciário, com sede na cidade do Recife e jurisdição em todo o território estadual, sendo constituído por 52 desembargadores. Confira, na relação abaixo, a atual composição de desembargadores do Tribunal, segundo a ordem de antiguidade.
1. Des. Jones Figueiredo Alves
2. Des. José Fernandes de Lemos
3. Des. Bartolomeu Bueno de Freitas Morais
4. Des. Jovaldo Nunes Gomes
5. Des. Fernando Eduardo de Miranda Ferreira
6. Des. Frederico Ricardo de Almeida Neves
7. Des. Eduardo Augusto Paurá Peres
8. Des. Leopoldo de Arruda Raposo
9. Des. Marco Antonio Cabral Maggi
10. Des. Adalberto de Oliveira Melo
11. Des. Fernando Cerqueira Norberto dos Santos
12. Des. Luiz Carlos de Barros Figueiredo
13. Des. Alberto Nogueira Virgínio
14. Des. Antônio Fernando Araújo Martins
15. Des. Ricardo de Oliveira Paes Barreto
16. Des. Cândido José da Fonte Saraiva de Moraes
17. Des. Antônio de Melo Lima
18. Des. Francisco José dos Anjos Bandeira de Mello
19. Des. Antenor Cardoso Soares Júnior
20. Des. José Carlos Patriota Malta
21. Des. Alexandre Guedes Alcoforado Assunção
22. Des. Eurico de Barros Correia Filho
23. Des. Mauro Alencar de Barros
24. Des. Fausto de Castro Campos
25. Des. Francisco Manoel Tenório dos Santos
26. Des. Cláudio Jean Nogueira Virgínio
27. Des. Antônio Carlos Alves da Silva
28. Des. Francisco Eduardo Gonçalves Sertório Canto
29. Des. José Ivo de Paula Guimarães
30. Des. Josué Antônio Fonseca de Sena
31. Des. Agenor Ferreira de Lima Filho
32. Des. Itabira de Brito Filho
33. Des. Alfredo Sérgio Magalhães Jambo
34. Des. Roberto da Silva Maia
35. Des. Jorge Américo Pereira de Lira
36. Des. Erick de Sousa Dantas Simões
37. Des. Stênio Neiva Coelho
38. Des. André Oliveira da Silva Guimarães
39. Des. Itamar Pereira da Silva Júnior
40. Des. Evandro Sérgio Netto de Magalhães Melo
41. Desa. Daisy Maria de Andrade Costa Pereira
42. Des. Eudes dos Prazeres França
43. Des. Carlos Frederico Gonçalves de Moraes
44. Des. Fábio Eugênio Dantas de Oliveira Lima
45. Des. Márcio Fernando de Aguiar Silva
46. Des. Humberto Costa Vasconcelos Júnior
47. Des. Waldemir Tavares de Albuquerque Filho
48. Des. José Viana Ulisses Filho
49. Des. Sílvio Neves Baptista Filho
50. Des. Demócrito Ramos Reinaldo Filho
51. Des. Évio Marques da Silva
52. Des. Honório Gomes do Rego Filho

## Homenagens
O TJPE conta com uma exposição permanente no Memorial da Justiça, exclusivamente sobre sua história.